# Andy Timmons
 (mai 2013).
Si vous disposez d'ouvrages ou d'articles de référence ou si vous connaissez des sites web de qualité traitant du thème abordé ici, merci de compléter l'article en donnant les références utiles à sa vérifiabilité et en les liant à la section « Notes et références ».
Pour les articles homonymes, voir Timmons.
Andy Timmons (né le 26 juillet 1963) est un guitariste américain de rock, notamment connu pour avoir joué au sein des groupes Danger Danger, Pawn Kings, ainsi que Andy Timmons Band.
Il a également enregistré des albums solos avec le label Favored Nations, et des morceaux en tant que guitariste studio, et a réalisé de nombreuses apparitions sur les disques de Steve Vai, Joe Satriani (en tant que membre du G3), Eric Johnson, Steve Morse, Mike Stern, Ace Frehley, Simon Phillips,  ou encore Ted Nugent.

## Discographie
- 1994 : Ear X-Tacy
- 1995 : Pawn Kings
- 1997 : Ear X-Tacy 2
- 1998 : Orange Swirl
- 1999 : The Spoken And The Unspoken
- 2001 : And-Thology 1&2 (The Lost Ear X-Tacy Tapes)
- 2002 : That Was Then, This Is Now
- 2004 : Pawn Kings Live
- 2006 : Resolution, Favored Nations
- 2012 : Plays Sgt. Pepper, Favored Nations
- 2016: Theme from a Perfect World Timestone Records